# Liban na Plażowych Igrzyskach Azjatyckich 2012
Liban na III Plażowych Igrzyskach Azjatyckich w 2012 roku reprezentowało dziesięciu zawodników, wyłącznie mężczyzn. Był to trzeci start reprezentacji Libanu na plażowych igrzyskach azjatyckich.

## Wyniki

### Piłka nożna plażowa
Liban wystawił swoją męską reprezentację w turnieju plażowej piłki nożnej. Rywalizując w grupie C drużyna pokonała wszystkich rywali i przeszła do ćwierćfinału. Tam pokonała drużynę Japonii. W półfinale Liban przegrał z reprezentacją gospodarzy, a w meczu o brązowy medal przegrał z Palestyną, zajmując ostatecznie czwarte miejsce w klasyfikacji końcowej.  
Zawodnicy:
- Ali Al-Hares
- Hussein Al-Saleh
- Hassan El-Jaafil
- Haitham Fattal
- Mohamad Halaweh
- Mahmoud Hawila
- Mohamad Mechleb Matar
- Mohamad Merhie
- Ali Nasserddine
- Mohamed Shokor

| Konkurencja      | Faza eliminacyjna | Faza eliminacyjna | Faza eliminacyjna                     | Ćwierćfinały  | Półfinały   | Finał / Mecz o brąz | Klas. końcowa |
| Konkurencja      | Mecz I            | Mecz II           | Mecz III                              | Ćwierćfinały  | Półfinały   | Finał / Mecz o brąz | Klas. końcowa |
| ---------------- | ----------------- | ----------------- | ------------------------------------- | ------------- | ----------- | ------------------- | ------------- |
| Turniej mężczyzn | Bahrajn W 6-5     | ZAE W 8-3         | Niezależni Sportowcy Olimpijscy W 5-1 | Japonia W 5-4 | Chiny P 1-5 | Palestyna P 5-6     | 4.            |